# Château de Saint-Hubert (Le Perray-en-Yvelines)
Pour les articles homonymes, voir Saint-Hubert et Château de Saint-Hubert.
Le château de Saint-Hubert était un château royal bâti par Ange-Jacques Gabriel, Premier architecte du roi, sur ordre de Louis XV au Perray-en-Yvelines (actuel département des Yvelines). Il fut démoli en 1855. Il n'en subsiste à peu près rien aujourd'hui.

## Histoire

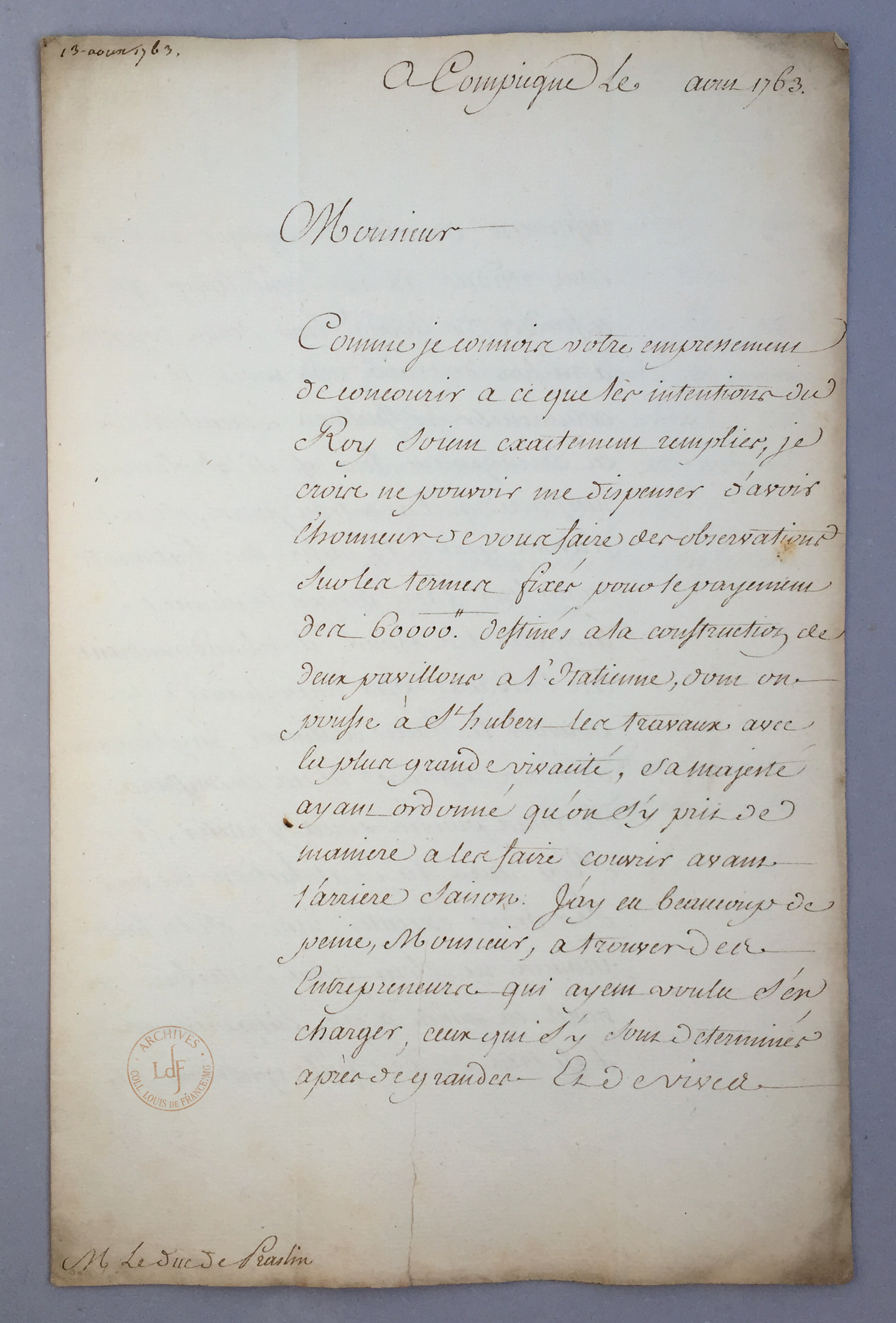
Marquis de Marigny: Lettre au sujet de la construction des pavillons à l'italienne du Château de Saint-Hubert. Il manque de ressources financières pour la construction et le marquis demande donc au duc de Praslin de l’aider pour le reste: « Tel est l’État déplorable de cette partie du service de Sa Majesté ». Page 1, 13 août 1763).

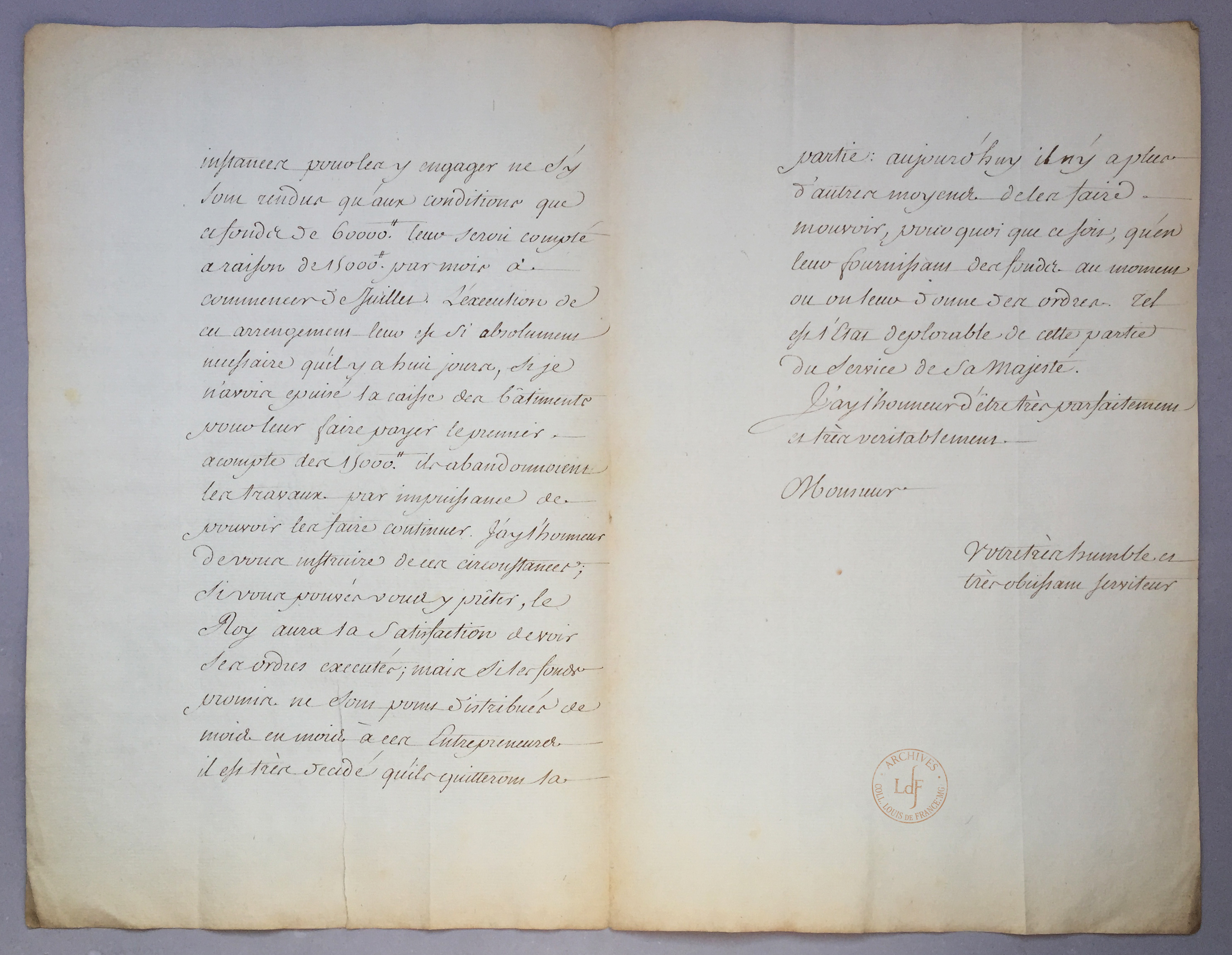
Lettre au sujet de la construction des pavillons à l'italienne du Château de Saint-Hubert. Page 2 et 3, 13 août 1763).

Louis XV, qui aimait à chasser en forêt d'Yveline, décida d'y faire construire un pavillon de chasse auprès des étangs de Pourras, créés sous Louis XIV afin d'alimenter en eaux le parc de Versailles. Confiés à Ange-Jacques Gabriel, les travaux se déroulèrent de 1755 à 1758.
À l'origine, Saint-Hubert était un simple rendez-vous de chasse destiné à permettre au roi de s'abriter sans avoir à solliciter l'hospitalité de son cousin le duc de Penthièvre, seigneur du lieu. Mais, dès 1756, alors que les travaux n'étaient pas terminés, des agrandissements furent décidés qui firent de Saint-Hubert une véritable résidence royale. Le château fut ensuite sans cesse agrandi de 1761 à 1772 pour y loger la Cour : il compta jusqu'à plus de cent cinquante appartements.
Outre un corps de logis pouvant accueillir 25 invités de marque, il comprenait deux grands bâtiments de communs de part et d'autre d'une cour fermée par deux pavillons d'entrée joints par une grille. Seul le salon, traité en hors œuvre sur l'étang, présentait un décor élaboré de stucs peints réalisés par le sculpteur italien Clerici et de bras de lumière à trophées de chasse ciselés par Caffieri. Le décor avait été complété par les sculpteurs Slodtz, Rousseau, Pigalle, Falconet, Coustou et les peintres Bachelier et Carle van Loo.
Louis XV ne cessa de bâtir à Saint-Hubert jusqu'à sa mort mais Louis XVI, trouvant le château trop exigu, le délaissa et finit par acheter, en décembre 1783, le château de Rambouillet à son cousin le duc de Penthièvre. Saint-Hubert fut alors démeublé et abandonné et tomba peu à peu en ruines. Dès 1785, on démolit les ailes des communs de l'avant-cour. Le château lui-même fut démoli en 1855. Il n'en reste aujourd'hui qu'une terrasse à décrochement sur l'étang de Pourras.
Il est possible que la grille du château des Mesnuls, dans le voisinage, mise en place en 1795, provienne de Saint-Hubert. Dans l'église Saint-Lubin-et-Saint-Jean de Rambouillet, se trouve un tableau provenant de Saint-Hubert : La conversion de Saint-Hubert de Carle Van Loo, commandé en 1758 pour la chapelle du château.
Louis XV avait envisagé d'établir à Saint-Hubert une petite ville. Les maisons du village, d'un type uniforme, portent témoignage de ce projet qui ne fut pas mené à son terme.

## Postérité
- Au début du XXe siècle, le château de Saint-Hubert fut imité au château de Voisins à Saint-Hilarion (Yvelines), commencé par l'architecte Ernest Sanson et achevé par son collaborateur et collègue René Sergent de 1903 à 1906, pour le comte Edmond de Fels (1858-1951), admirateur passionné de l'œuvre de Gabriel[3].